# Francisco Javier Sanabria Valderrama
Francisco Javier Sanabria Valderrama (Calatayud, Zaragoza, 1962) es un diplomático español. Embajador de España en Polonia (2017-2022).

## Carrera diplomática
Tras realizar los estudios de Derecho, ingresó en la Escuela Diplomática (1989). 
A lo largo de su carrera diplomática ha sido: consejero de la Embajada de España en Ecuador, profesor ayudante en el Gabinete del Secretario de Estado de Cooperación Internacional, consejero de la Representación Permanente de España ante la Unión Europea y segundo titular de la Embajada de España en la República Checa. También fue subdirector general de Justicia en la Unión Europea y organismos internacionales en el Ministerio de Justicia y consejero en la  Representación Permanente de España ante Naciones Unidas (2008-2010). Director general de Naciones Unidas y Derechos Humanos (2015).
Fue Embajador del Reino de España en Polonia (2017-2022).